# آل عبد القوي (الصومعة)

تعديل مصدري - تعديل

ال عبد القوي هي إحدى قرى عزلة عوين بمديرية الصومعة التابعة لمحافظة البيضاء، بلغ تعداد سكانها 260 نسمة حسب تعداد اليمن لعام 2004.